# 萨哈林州州旗
萨哈林州州旗（俄语：Флаг Сахалинской области）是俄罗斯萨哈林州使用的旗帜。
萨哈林州州旗的图案为白色绘制的萨哈林岛（库页岛）以及库里尔群岛（千岛群岛），底色为褪色的天蓝色。
萨哈林州州旗于1995年11月28日被采用。